# Cristo Redentor
El Cristo Redentor o Cristo del Corcovado (en portugués: Cristo do Corcovado) es una estatua art déco que representa a Jesús de Nazaret, con los brazos abiertos, mostrando a la ciudad de Río de Janeiro, Brasil. La estatua situada en la cima del cerro Corcovado se encuentra a 709 metros sobre el nivel del mar, dominando una parte considerable de la ciudad brasileña de Río de Janeiro. Está construido con hormigón armado y piedra jabón.
La estatua tiene una altura de treinta metros sobre un pedestal de ocho metros. Este monumento fue inaugurado el 12 de octubre de 1931 después de aproximadamente 5 años de construcción. Con 30 m (38 con el pedestal), es la quinta estatua de Jesús de Nazaret más grande del mundo, detrás de la estatua de Cristo Rey de Świebodzin (Polonia), de 36 m, el Santísimo de Floridablanca (Colombia), de 35 m, el Cristo de la Concordia de Cochabamba (Bolivia), de 34.2 m, y el Cristo Redentor de Tihuatlan (México), de 31.5 m. Es reconocida, por una empresa privada, como una de las nuevas siete maravillas del mundo moderno junto con Machu Picchu, la Gran Muralla China, el Coliseo de Roma, el Taj Mahal, Chichén Itzá y Petra.
Es la estatua más alta del mundo de estilo Art Déco. Sus brazos se extienden 28 metros de ancho y la estructura pesa 1145 toneladas.
El monumento forma parte de un santuario Católico y la Archidiócesis de Río de Janeiro gestiona la estatua y la meseta mirador, además de ser responsable del mantenimiento y las celebraciones en la zona. El derecho de gestión del lugar fue concedido por la Unión a la Archidiócesis de Río en la década de 1930, pero el acceso a la estatua se realiza a través del Parque Nacional da Tijuca, gestionado por el Instituto Chico Mendes de Conservação da Biodiversidade (ICMBio).
La idea de construir una gran estatua en la cima del Corcovado se sugirió por primera vez a mediados del siglo XIX, pero fue el Círculo Católico de Río de Janeiro el que consiguió las donaciones necesarias para poner en práctica la idea a principios del siglo XX. El monumento fue construido en Francia en 1922 mediante una colaboración entre los brasileños Heitor da Silva Costa y Carlos Oswald, los franceses Paul Landowski y Albert Caquot y el rumano Gheorghe Leonida. Fue inaugurado el 12 de octubre de 1931, fiesta de Nuestra Señora de Aparecida..
Símbolo del cristianismo, el Cristo Redentor también se ha convertido en un icono cultural de Río de Janeiro, Brasil y Latinoamérica en su conjunto, y es retratado en el cine, la televisión y la música. 
El monumento es un importante punto turístico, que recibe una media de 2 millones de visitantes al año. En 2007, fue elegido informalmente como una de las siete maravillas del mundo moderno y, en 2012, la UNESCO consideró al Cristo Redentor como parte del paisaje de Río de Janeiro incluido en la lista de Patrimonio de la Humanidad.
El Cristo Redentor es uno de los destinos turísticos más importantes de Brasil y uno de los lugares más visitados del mundo. Para algunos creyentes es también un lugar de peregrinación. Al cumplirse los ochenta años de su inauguración, en 2011, se celebró una exposición que repasa la historia del monumento y, sobre todo, cómo esta estatua se ha convertido en punto de referencia para los brasileños.

## Ubicación
La estatua del Cristo Redentor está situada a setecientos metros sobre el nivel del mar y se localiza en la ciudad de Río de Janeiro, Brasil, en la cima del Cerro del Corcovado en el parque nacional de la Tijuca. Puede ser vista desde casi todos los lugares de Río de Janeiro.

## Historia

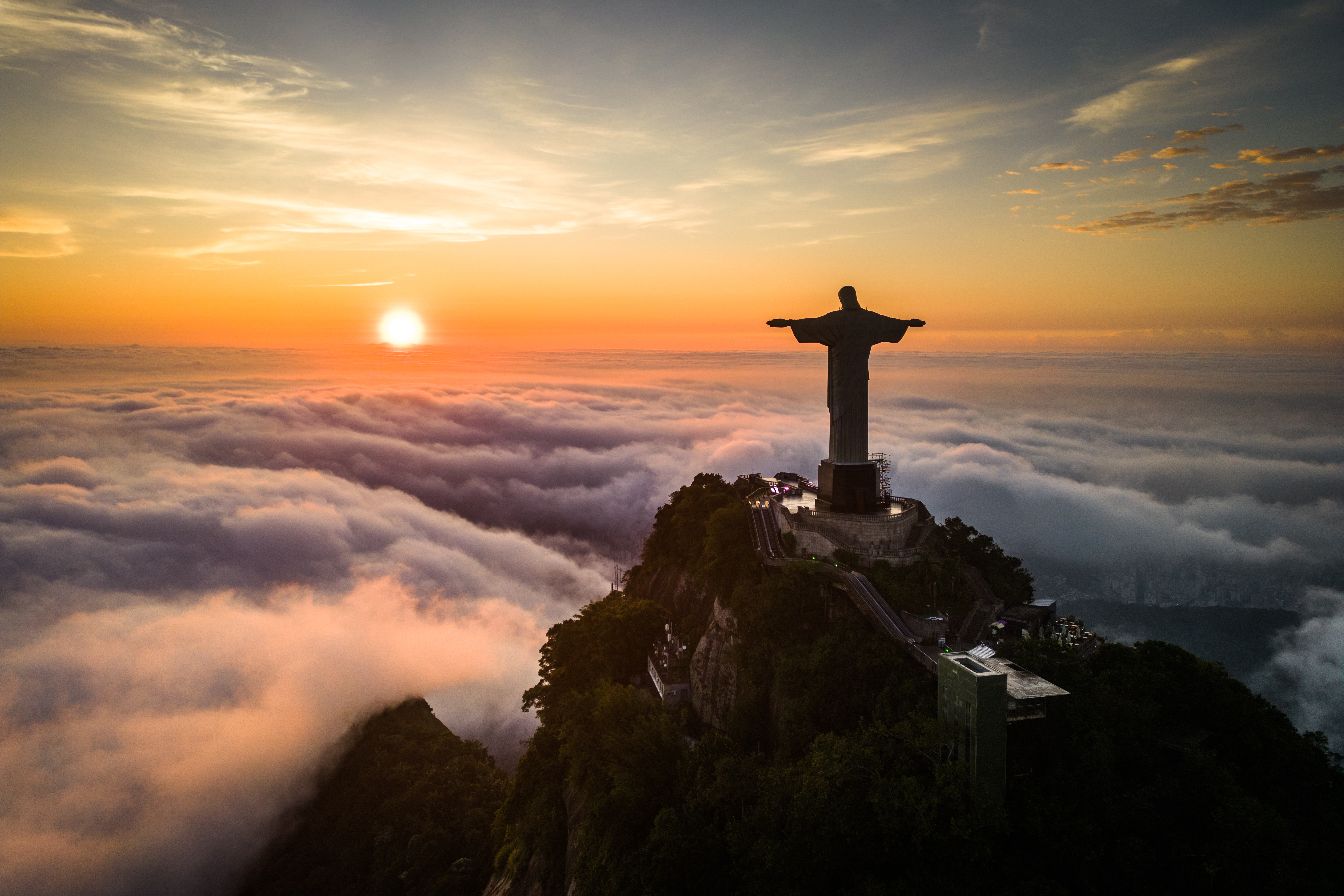
El Cristo Redentor sobre un manto de nubes al amanecer.

Antes de 1921, el mirador en el Cerro del Corcovado ya era uno de los atractivos destinos turísticos de Río de Janeiro, incluyendo el Ferrocarril del Corcovado, que había sido inaugurado en 1884 por el emperador Pedro II de Brasil.
La idea de un monumento religioso en Río de Janeiro nació en 1858, con el presbítero católico Pedro María Boss y la princesa Isabel de Brasil. Sin embargo, la idea no se concretó durante el Imperio del Brasil. Se retomó en 1921, cuando se aproximaba el centenario de la Independencia de Brasil. Heitor da Silva Costa fue delegado para la ejecución de la obra, y la estatua fue realizada por el escultor francés Paul Landowski.
El rostro de la estatua fue creado por el escultor rumano Gheorghe Leonida (1892/1893-1942). Leonida estudió escultura en el Conservatorio de Bellas Artes de Bucarest y tras completar su formación con tres años de estudios en Italia, ganó un premio por la escultura Réveil (en francés Despertar). Después de eso, se trasladó a París, donde, por su obra Le Diable (en francés El Diablo), fue de nuevo galardonado con un premio. Tras adquirir fama en Francia como retratista, fue incluido por Paul Landowski en su equipo para trabajar en el Cristo Redentor a partir de 1922.
La construcción de hormigón armado, de más de mil toneladas, combina ingeniería, arquitectura y escultura; y tiene entre sus logros el hecho de que nadie muriera en accidente durante las obras, algo que no era normal en la época y menos con proyectos de esa dimensión. Por las difíciles condiciones de construcción, que incluían trabajar sobre una base en la que casi no cabía el andamio, soportar fuertes vientos y desarrollar la gran estructura de la estatua, cuyos brazos se extienden hacia el vacío y la cabeza queda inclinada en un desafío a la ingeniería, Levy calificó la obra de «hercúlea».
En la ceremonia de inauguración, el día 12 de octubre de 1931, estaba previsto que la iluminación del monumento fuera accionada desde la ciudad italiana de Nápoles, donde el científico italiano Guillermo Marconi emitiría una señal eléctrica que sería retransmitida por una antena situada en el barrio (carioca). Sin embargo, el mal tiempo imposibilitó la hazaña y la iluminación fue finalmente accionada localmente.
El sistema de iluminación fue sustituido dos veces, en 1932 y en el 2000. Fue restaurado en 1980, con motivo de la visita del papa Juan Pablo II, y nuevamente en 1990. En 2003 fue inaugurado un sistema de escaleras mecánicas para facilitar el acceso a la plataforma donde se eleva el conocido monumento. En 2007 fue elegida como una de las nuevas siete maravillas del mundo moderno.

## Infraestructura

### Parque Nacional de Tijuca

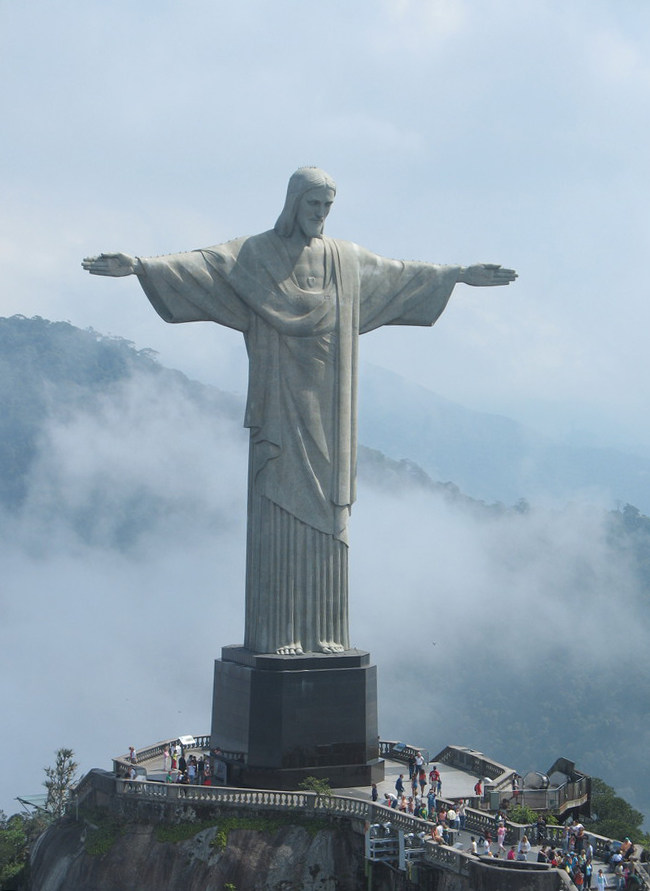
Mirador en la cima del cerro del Corcovado.

El monumento se encuentra en una zona cedida por el Gobierno Federal a la Archidiócesis de Río en la década de 1930, pero el acceso a la estatua se realiza a través del Parque Nacional de Tijuca, administrado por el Instituto Chico Mendes para la Conservación de la Biodiversidad (ICMBio) y que cobra una entrada. Aunque el mantenimiento del monumento requiere considerables recursos de la Arquidiócesis de Río, el importe de la taquilla de acceso a la estatua va íntegramente al organismo federal.

### Santuario católico
El 12 de octubre de 2006, la estatua se transformó en un santuario católico para celebrar su 75º aniversario. También hay una capilla católica en la base del monumento dedicada a Nuestra Señora Aparecida, donde tienen lugar celebraciones católicas como bodas y bautizos.
El 21 de noviembre de 2007, el superintendente del Instituto Brasileño del Medio Ambiente y de los Recursos Naturales Renovables, Rogério Rocco, declaró que, a partir de esa fecha, los Católicos podrían entrar gratuitamente en el Cristo Redentor, pero sólo en las fechas programadas por la Archidiócesis de Río de Janeiro.

### Tren del Corcovado

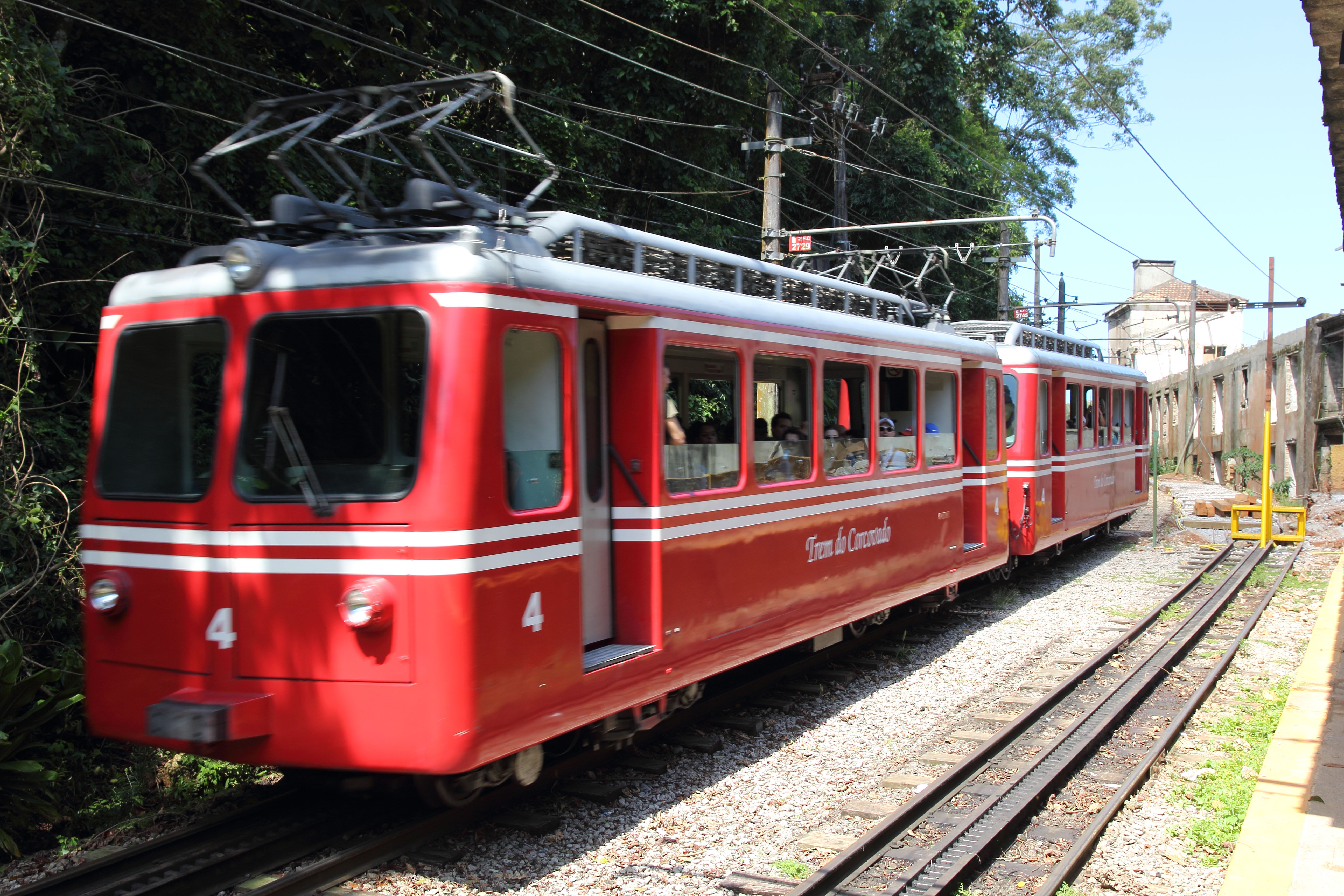
Tren del Corcovado.

El Tren del Corcovado es una línea ferroviaria que parte del barrio de Cosme Velho y continúa hasta la cumbre del cerro del Corcovado, a 710 metros de altitud. La línea fue inaugurada por el emperador Pedro II de Brasil el 9 de octubre de 1884. Es, por tanto, más antigua que el monumento al Cristo Redentor, que se abrió a los visitantes en 1931. De hecho, las piezas para el montaje de la estatua del Cristo fueron transportadas por el propio tren a lo largo de cuatro años.
La línea tiene una longitud de 3.824 metros y cuenta con un sistema de cremallera y piñón para facilitar la tracción. El sistema es de ancho métrico y el radio mínimo de las curvas es de 100 metros. El tren utiliza tracción eléctrica, y es uno de los pocos que todavía utiliza un sistema eléctrico trifásico, disponiendo así de dos catenarias para alimentar los 4 trenes, cada uno con dos vagones. El trayecto se completa en unos 20 minutos, con la salida de un tren cada media hora, lo que da al sistema una capacidad de transporte de 345 pasajeros por hora.

## Vandalismo
En 2010 comenzó una restauración masiva de la estatua. Los trabajos consistieron en limpieza, sustitución del mortero y la esteatita externos, restauración del hierro de la estructura, e impermeabilización del monumento. Durante la remodelación, vándalos atacaron la estatua, pintando un brazo con spray. El alcalde Eduardo Paes calificó el acto como «crimen contra la nación». Los culpables pidieron perdón más tarde y se presentaron a la Policía.

## En la cultura popular

### Música
El monumento aparece en varias canciones, como tema o mencionado en canciones de varios artistas y bandas, como Titãs, Tom Jobim, Raul Seixas, Gabriel, el Pensador, Caetano Veloso, Belchior, Teixeirinha, Chico Buarque, Cazuza, Camisa de Vênus, Zélia Duncan, Capital Inicial, Toquinho, Nara Leão y Vinícius de Moraes.

### Cine
El Cristo Redentor también es una referencia en la obra cinematográfica brasileña e internacional. En el cine nacional, en 1967, la película Ritmo de Aventura muestra a Roberto Carlos siendo perseguido por un grupo de mafiosos y también aparece en el brazo del monumento. La estatua también aparece en la última escena de El hombre que copió (2003) y en la película Redentor (2004), del director Cláudio Torres, donde el monumento es una representación de Dios, además de otras películas.
En el cine internacional, la estatua fue "destruida" en la película 2012 (2009) y también se puede ver en Rápidos y Furiosos 5 (2010), en la penúltima película de la saga Crepúsculo, Amanecer - Parte 1 (2011), así como en las animaciones Río y Río 2 (2011).